# Chích mày trắng
Chích mày trắng (danh pháp khoa học: Abroscopus superciliaris) là một loài chim trong họ Cettiidae.